# Bella stronza
Bella stronza è una canzone di Marco Masini, scritta con Giancarlo Bigazzi, estratta come primo singolo dall'album Il cielo della vergine.

## Descrizione
Caratterizzata da un testo forte, scatena polemiche ancor prima della sua pubblicazione per il suo titolo ritenuto troppo esplicito e volgare. 
Insieme a Vaffanculo è uno dei brani celebri e di maggior successo del cantautore fiorentino: nel 2019 è stato infatti il suo primo singolo ad essere certificato disco d'oro dalla FIMI per le vendite conteggiate a partire dal 2010. 
Il brano è stato reinterpretato in duetto con i Modà per l'album celebrativo Masini +1 30th anniversary del 2020.

## Video musicale
Il video musicale del brano è stato diretto da Stefano Salvati.

## Tracce
1. Bella stronza (Radio Edit) – 4:14
2. Bella stronza – 5:21
3. Zero – 4:53

## Versione del 2025
Il 15 febbraio 2025 è stata pubblicata una nuova versione del singolo realizzata in chiave freestyle con la partecipazione del cantante Fedez.

### Descrizione
Il brano, che integra alcune barre rispetto alla versione originale, è stato presentato per la prima volta durante la gara delle cover al Festival di Sanremo 2025 e pubblicato alla mezzanotte successiva alla serata del festival.

### Tracce
Testi di Federico Leonardo Lucia, Giancarlo Bigazzi e Marco Masini, musiche di Giancarlo Bigazzi.
1. Bella stronza – 2:56

#### Classifiche
| Classifica (2025) | Posizione massima |
| ----------------- | ----------------- |
| Italia            | 24                |